# Джордж Дьокмеджиян
Джордж Дьокмеджиян (на английски: George Deukmejian) е американски политик.
Роден и израсъл в Ню Йорк в арменско емигрантско семейство. Той учи право в университета „Св. Джонс“ след завършването на образованието си в местен колеж. Практикува право в Ню Йорк, просле служи в американската армия в Париж.
Завръща се от военната си служба и започва да практикува право в Южна Калифорния. Той последователно е избиран за член на Сената на Калифорния, главен прокурор на Калифорния (1979 – 1983 г.) и 35-и губернатор-републиканец (1983 – 1991 г.) на щата Калифорния.
Женен е за Глория М. Саатджиян. Има 2 дъщери и син.